# Schloss Västerås

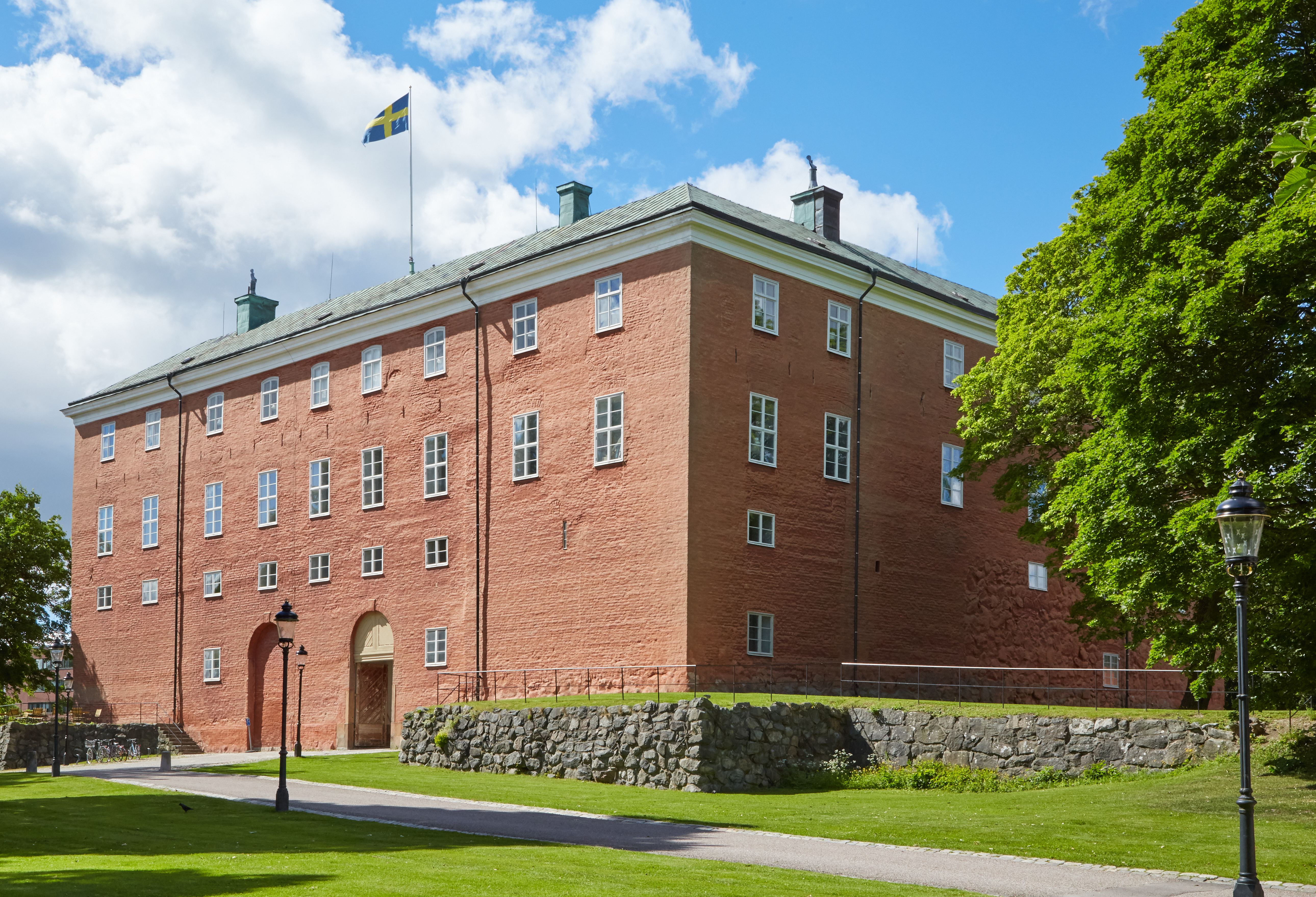
Schloss Västerås

Das Schloss Västerås befindet sich in der schwedischen Stadt Västerås in der Nähe der Mündung des Flusses Svartån in den See Mälaren. Es ist seit 1935 als Byggnadsminne eingestuft.

## Geschichte
Västerås hieß im 12. Jahrhundert Västra Aros (westliche Flussmündung) und wurde in dieser Zeit Bischofssitz. Es war der wichtigste Hafen für den Transport von Produkten aus der Region Bergslagen und neben Stockholm die bedeutendste Stadt am Mälaren. Es zeigte sich ein Bedarf für eine Residenz für den königlichen Vogt, die auch als Schutzgebäude fungieren konnte. Es entstand ein Wehrturm mit vier Etagen, in dessen obersten Geschoss die Verteidigungsschützen postiert waren. Dieser Turm existiert noch heute an der nordöstlichen Ecke des Schlosses.
Västerås erlebte mehrere Streitigkeiten und so wurde die Burg in Etappen ausgebaut. Das Schloss spielte eine wichtige Rolle bei den Kämpfen während der Kalmarer Union und war die erste größere Anlage, die während des Engelbrekt-Aufstandes von den Rebellierenden erobert wurde. Das Schloss wurde 1454 vom Erzbischof Jöns Bengtsson Oxenstierna erobert und Christian I. ließ es 1464 erfolglos belagern. 1522 eroberte Gustav Wasa das Schloss, nachdem es ein Jahr in dänischen Händen war.
Gustav Wasa machte das Schloss zur königlichen Residenz und veranstaltete zwei Reichstage in Västerås, die wichtige Meilensteine in der schwedischen Geschichte waren. Beim Reichstag von 1527 hielt die Reformation Einzug in Schweden und das Band zur katholischen Kirche in Rom wurde gekappt. Die Abschaffung des Wahlkönigtums geschah beim Reichstag von 1544. Vor dem letztgenannten Reichstag erfolgten mehrere Umbauten am Schloss. Über dem östlichen Flügel wurde eine neue Königsetage eingerichtet, bei der auch der heutige Haupteingang entstand. Weiterhin wurde der westliche Flügel verlängert. Später in den 1570er Jahren entstanden unter Johann III. ein großer Verhandlungssaal und eine Schlosskirche.
Als Katharina von Pfalz-Kleeburg, die Mutter von Karl X. Gustav 1638 starb, endete die Zeit des Schlosses als königliche Residenz. Dies führte zu einem langsamen Verfall des Gebäudes. Im späten 17. Jahrhundert begann die Renovierung unter Leitung des Architekten Mathias Spieler. Karl XII. nutzte das Schloss in Kriegszeiten genau wie andere Schlösser und Festungen als Gefangenenlager. Schon 1573 war Erik XIV. für ein Jahr im Schloss eingekerkert gewesen.
1736 brach ein Großfeuer im Schloss aus, wobei alle Einrichtungen aus der Wasazeit und mehrere Holzgebäude in der Umgebung zerstört wurden. Der darauf folgende Um- und Ausbau des Schlosses zwischen 1740 und 1750 wurde von Carl Hårleman geleitet. Bei der Generalrenovierung in den 1920er Jahren durch den Stadtarchitekten Erik Hahr konzentrierte man sich vorwiegend auf den Verhandlungssaal, die angrenzenden Räume und die Residenzetage.
Seit 1889 gab es eine Sammlung mit vorgeschichtlichen Objekten im Schloss. Als die Provinzverwaltung 1961 in ihr neues Stadthaus zog, wurde das Schloss 1965–66 unter Nils Tesch erneut renoviert. Danach zog das Provinzmuseum von Västmanland ein, das aber 2010 ein neues Gebäude erhielt. Ein kleiner Teil des Schlosses wurde in den letzten Jahren als Residenz für den Landshövding ausgebaut. Ein anderer Teil wird von der Hochschule Mälardalen genutzt.